# Black Hawk County
Das Black Hawk County ist ein County im US-amerikanischen Bundesstaat Iowa. Im Jahr 2020 hatte das County 131.144 Einwohner und eine Bevölkerungsdichte von 89,2 Einwohnern pro Quadratkilometer.  Der Verwaltungssitz (County Seat) ist Waterloo.

## Geografie
Das Black Hawk County liegt im mittleren Nordosten von Iowa und wird vom Cedar River durchflossen, der über den Iowa River zum Stromgebiet des Mississippi gehört. Das County hat eine Fläche von 1481 Quadratkilometern, wovon zwölf Quadratkilometer Wasserfläche sind. An das Black Hawk County grenzen folgende Nachbarcountys:
| Butler County | Bremer County | Fayette County  |
| Grundy County |               | Buchanan County |
| Tama County   |               | Benton County   |

## Geschichte

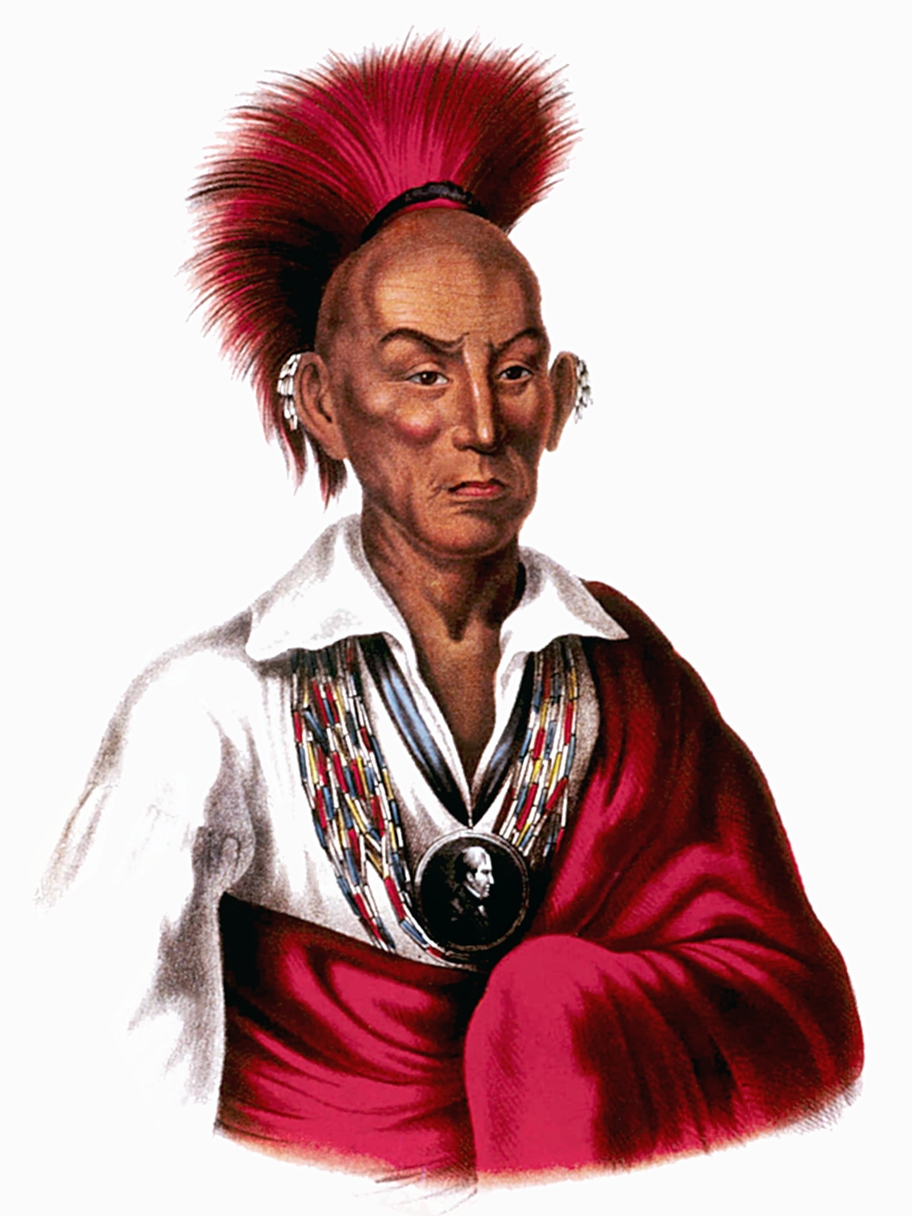
Black Hawk

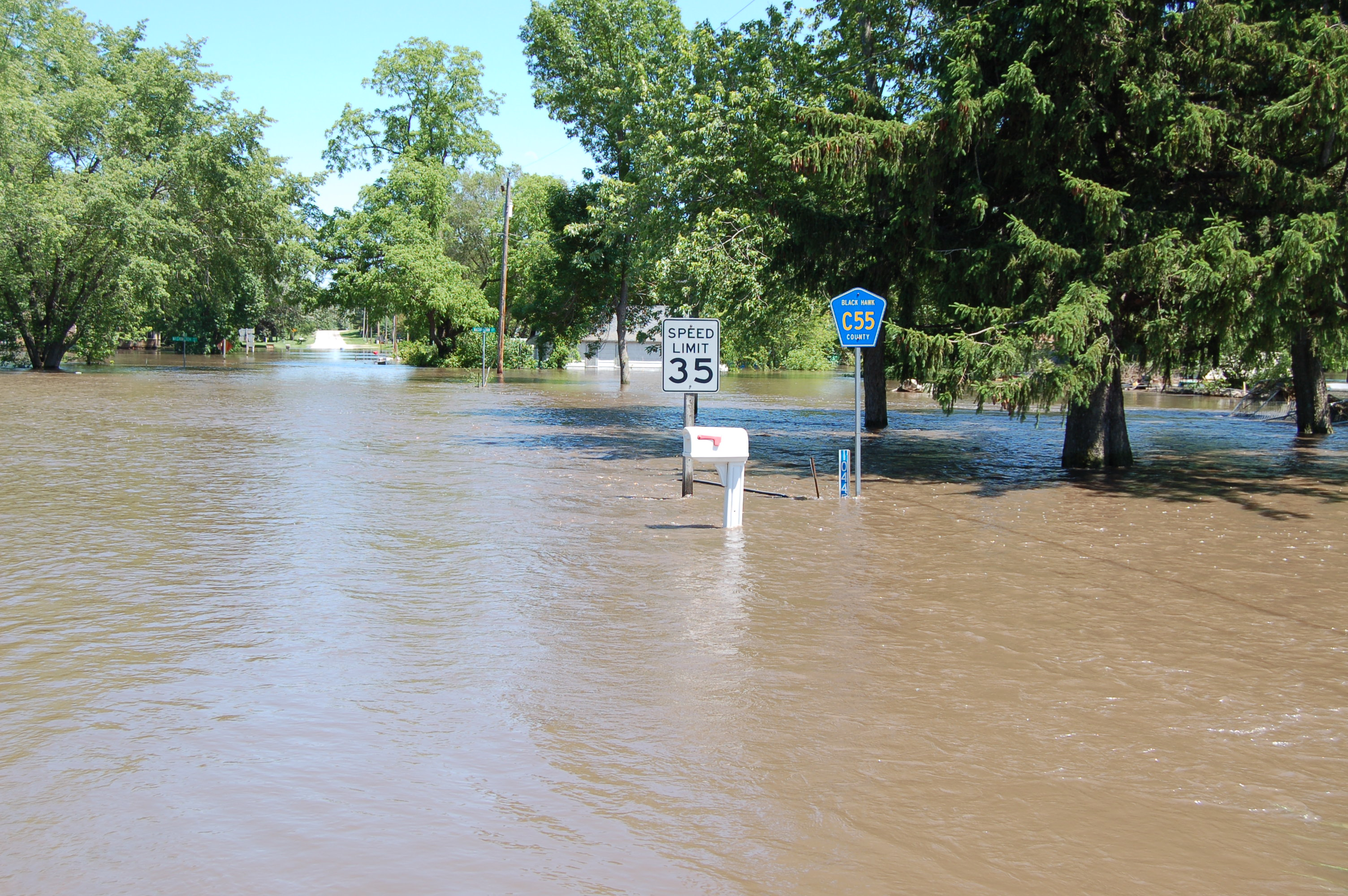
Überschwemmung 2008 im Black Hawk County

Das Black Hawk County wurde am 17. Februar 1843 aus Teilen des Buchanan County gebildet. Benannt wurde es nach Makataimeshekiakiak (als Black Hawk – Schwarzer Falke bekannt), einem Häuptling der vereinigten Sauk und Fox-Indianer, der durch den Black-Hawk-Krieg bekannt wurde.
Zunächst wurde das County vom Delaware County aus verwaltet, 1845 übernahm dies die Verwaltung des Benton County, 1851 des Buchanan County. Erst 1853 wurde vom Staat Iowa ein Gesetz verabschiedet, das die Bildung einer eigenen Verwaltung erlaubte. Im gleichen Jahr wurden erstmals Wahlen für eine gesetzgebende Versammlung des Black Hawk County abgehalten. Im gleichen Jahr erfolgte die Wahl eines Verwaltungssitzes. Wegen seiner zentralen Lage im County wurde Waterloo dafür gewählt und 1855 offiziell dazu ernannt.
1861 erfolgte der Anschluss an das Eisenbahnnetz, 1870 wurde Waterloo zum Standort eines Ausbesserungswerks der Illinois Central Railroad. Dadurch wurde die Stadt und ihr Umland am Ende des 19. Jahrhunderts zu einem industriellen Zentrum.

1876 wurde in der Stadt Cedar Falls eine Ausbildungsstätte für Lehrer gegründet, womit der Grundstein für die heutige Universitätsstadt des nordöstlichen Iowa gelegt wurde. Heute sind hier die University of Northern Iowa und eine Reihe weiterer Bildungseinrichtungen beheimatet.

## Bevölkerung
Nach der Volkszählung im Jahr 2010 lebten im Black Hawk County 131.090 Menschen in 51.366 Haushalten. Die Bevölkerungsdichte betrug 89,2 Einwohner pro Quadratkilometer. In den 51.366 Haushalten lebten statistisch je 2,36 Personen.
Ethnisch betrachtet setzte sich die Bevölkerung zusammen aus 85,6 Prozent Weißen, 8,9 Prozent Afroamerikanern, 0,2 Prozent amerikanischen Ureinwohnern, 1,3 Prozent Asiaten sowie aus anderen ethnischen Gruppen; 2,3 Prozent stammten von zwei oder mehr Ethnien ab. Unabhängig von der ethnischen Zugehörigkeit waren 3,7 Prozent der Bevölkerung spanischer oder lateinamerikanischer Abstammung.
21,7 Prozent der Bevölkerung waren unter 18 Jahre alt, 64,5 Prozent waren zwischen 18 und 64 und 13,8 Prozent waren 65 Jahre oder älter. 51,4 Prozent der Bevölkerung war weiblich.
Das jährliche Durchschnittseinkommen eines Haushalts lag bei 42.753 USD. Das Prokopfeinkommen betrug 22.380 USD. 17,3 Prozent der Einwohner lebten unterhalb der Armutsgrenze.

## Ortschaften im Black Hawk County
Citys
- Cedar Falls
- Dunkerton
- Elk Run Heights
- Evansdale
- Gilbertville
- Hudson
- Janesville1
- Jesup2
- La Porte City
- Raymond
- Waterloo

Census-designated place (CDP)
- Washburn

Andere Unincorporated Communities
- Blackhawk Village
- Brookside
- Cedar City
- Cedarfalls
- College Square
- Dewar
- Eagle Center
- Finchford
- Glasgow
- North Cedar
- Orange
- Raymar
- Voorhies
- Zaneta3

1 – teilweise im Bremer County

2 – überwiegend im Buchanan County

3 – teilweise im Grundy County

## Gliederung
Das Black Hawk County ist in 17 Townships eingeteilt:
| Township               | Einwohner (2010) | FIPS     |
| ---------------------- | ---------------- | -------- |
| Barclay Township       | 474              | 19-90126 |
| Bennington Township    | 446              | 19-90198 |
| Big Creek Township     | 2560             | 19-90234 |
| Black Hawk Township    | 2666             | 19-90246 |
| Cedar Township         | 1588             | 19-90525 |
| Cedar Falls Township   | 315              | 19-90576 |
| Eagle Township         | 460              | 19-91092 |
| East Waterloo Township | 1395             | 19-91128 |
| Fox Township           | 607              | 19-91374 |

| Township              | Einwohner (2010) | FIPS     |
| --------------------- | ---------------- | -------- |
| Lester Township       | 1594             | 19-92427 |
| Lincoln Township      | 337              | 19-92526 |
| Mount Vernon Township | 1140             | 19-93039 |
| Orange Township       | 457              | 19-93186 |
| Poyner Township       | 2720             | 19-93477 |
| Spring Creek Township | 336              | 19-93966 |
| Union Township        | 881              | 19-94173 |
| Washington Township   | 697              | 19-94452 |

Die Städte Cedar Falls, Evansdale und Waterloo gehören keiner Township an.